# 1999 en football
Cet article présente les faits marquants de l'année 1999 en football.

## Janvier
- 16 janvier : lancement officiel d'OM TV, chaîne de télévision française consacrée à l'Olympique de Marseille.
- 17 janvier : l'attaquant français Thierry Henry quitte l'AS Monaco, son club formateur, et rejoint l'équipe italienne de la Juventus. La transaction est estimée à 75 millions de francs (environ 11,5 millions d'euros).
- 29 janvier, Championnat de France : au Parc Lescure, les Girondins de Bordeaux s'imposent 4-1 sur l'Olympique de Marseille, avec un doublé de l'attaquant Sylvain Wiltord.

## Février
- 15 février, Championnat d'Espagne : au Camp Nou, le FC Barcelone s'impose 3-0 sur le Real Madrid. Luis Enrique est l'auteur d'un doublé.

## Mars
- 21 mars, Coupe de la Ligue anglaise, finale : Tottenham Hotspur remporte la League Cup en s'imposant 1-0 en finale face à Leicester City.
- 27 mars, Éliminatoires de l'Euro 2000 : très large victoire de l'Espagne sur l'Autriche (9-0). L'attaquant madrilène Raúl inscrit 4 buts.

## Avril
- 20 avril, Coupe du monde des moins de 20 ans, finale : l'Espagne remporte le mondial des moins de 20 ans en battant le Japon 4-0.
- 28 avril : Michael Ballack reçoit sa première sélection en équipe d'Allemagne lors d'une rencontre amicale face à l'Écosse.

## Mai
- 8 mai, Coupe de la Ligue, finale : le RC Lens remporte la Coupe de la Ligue face au FC Metz (1-0).
- 9 mai : le Bayern de Munich est champion d'Allemagne.
- 12 mai, Coupe de l'UEFA, finale : Parme remporte la Coupe UEFA en s'imposant 3-0 en finale face à l'Olympique de Marseille. C'est la deuxième Coupe de l'UEFA remportée par le club parmesan et c'est la première fois que l'OM atteint la finale de cette compétition.
- 15 mai, Coupe de France, finale : Nantes s'impose 1-0 face à Sedan. C'est la deuxième Coupe de France remportée par les canaris.
- 16 mai : Manchester United est champion d'Angleterre.
- 19 mai, Coupe d'Europe des vainqueurs de coupe, finale : la Lazio remporte la Coupe d'Europe des vainqueurs de coupe en s'imposant 2-1 face au RCD Majorque. Il s'agit de la dernière édition de la Coupe des coupes.
- 22 mai, Coupe d'Angleterre, finale : Manchester United remporte la FA Challenge Cup en s'imposant 2-0 face à Newcastle United.
- 23 mai : 
  - Le FC Barcelone est champion d'Espagne.
  - Le Milan AC est champion d'Italie.
- 26 mai,  Ligue des champions de l'UEFA, finale : Manchester United enlève la Ligue des champions face au Bayern de Munich dans les ultimes minutes de jeu : 2-1. C'est la deuxième Ligue des champions remportée par les Red Devils. Manchester réalise un triplé historique en gagnant la même saison la Ligue des champions, le championnat et la Coupe d'Angleterre.
- 29 mai : 
  - Les Girondins de Bordeaux remportent le Championnat de France. Les Girondins arrachent la victoire face au PSG en toute fin de match et privent ainsi l'Olympique de Marseille de titre.
  - Coupe d'Écosse, finale : les Rangers remportent la Coupe d'Écosse en s'imposant 1-0 en finale face au Celtic.

## Juin
- 12 juin, Coupe d'Allemagne, finale : le Bayern Munich remporte la Coupe d'Allemagne en s'imposant 4-0 face au VfB Stuttgart.
- 18 juin : l'attaquant brésilien Sonny Anderson quitte le FC Barcelone et rejoint l'Olympique lyonnais pour la somme de 120 millions de francs. C’est le plus gros transfert jamais enregistré en France.
- 26 juin :
  - Ronaldinho reçoit sa première sélection en équipe du Brésil à l'occasion du match Brésil - Lettonie.
  - L'attaquant italien Christian Vieri est transféré de la Lazio à l'Inter. La transaction s'élève à 44 millions d'euros. Il s'agit, en cette année 1999, du plus gros transfert de l'histoire du football.
  - Coupe d'Espagne, finale : le Valence CF remporte la Coupe d'Espagne en s'imposant 3-0 face à l'Atlético de Madrid.
- 28 juin, Copa Libertadores, finale : les Brésiliens des Palmeiras remporte la Copa Libertadores face aux Colombiens du Deportivo Cali.

## Juillet
- 10 juillet, Coupe du monde féminine, finale : les États-Unis remportent la Coupe du monde de football féminin en s'imposant aux tirs au but après un match sans but face à la Chine. Cette finale est arbitrée par Nicole Petignat.
- 18 juillet, Copa América, finale : le Brésil remporte la Copa América en s'imposant 3-0 face à l'Uruguay.
- 24 juillet : Nantes remporte le Trophée des Champions en s'imposant 1-0 face au Girondins de Bordeaux. Ce match voit l'inauguration du nouveau Stade de la Licorne à Amiens.

## Août
- 3 août : après bien des péripéties, Nicolas Anelka quitte Arsenal pour le Real Madrid. Le club madrilène débourse la somme de 220 millions de francs (près de 34 millions d'euros), un record pour un joueur français. Pour le remplacer, Arsenal recrute l'attaquant français Thierry Henry, pour un transfert évalué à 16 millions d'euros, ce qui constitue un record pour le club londonien.
- 4 août : 
  - L'Atlético Madrid recrute l'attaquant néerlandais Jimmy Floyd Hasselbaink, en provenance du club anglais de Leeds. La transaction s'élève à 18 millions d'euros.
  - Coupe des confédérations, finale : le Mexique remporte la Coupe des confédérations en battant le tenant du titre, le Brésil (score : 4-3).
- 9 août : Arsenal remporte le Charity Shield en s'imposant 3-0 face à Manchester United.
- 27 août, Supercoupe de l'UEFA : la Lazio bat Manchester United 1-0 au Stade Louis-II.
- 28 août : Ruud Gullit démissionne de son poste d'entraîneur de Newcastle United.

## Septembre
- 2 septembre : Bobby Robson devient le nouvel entraîneur de Newcastle.

## Octobre
- 3 octobre, Championnat de France : au Stade de la Beaujoire, lourde défaite du FC Nantes face au  PSG (score : 0-4).
- 10 octobre : Frank Lampard reçoit sa première sélection en équipe d'Angleterre à l'occasion d'un match amical face à la Belgique.
- 12 octobre, Championnat de France : le match PSG-OM est remporté 2-0 par les marseillais.
- 14 octobre, Championnat d'Espagne : au Camp Nou, le FC Barcelone et le Real Madrid font match nul (2-2). Raúl est l'auteur d'un doublé en faveur du Real.

## Novembre
- 30 novembre : Manchester United remporte la Coupe intercontinentale face aux brésiliens du SE Palmeiras. L'unique but de la partie est inscrit par Roy Keane à la 35e minute.

## Décembre
- 12 décembre : 
  - Ligue des champions de la CAF, finale : le Raja de Casablanca remporte la Ligue des champions africaine face à l'Espérance sportive de Tunis.
  - Championnat de France : au Stade Geoffroy-Guichard, large victoire de l'AS Saint-Étienne sur l'Olympique de Marseille (5-1). Alex Dias inscrit 4 buts.
- 20 décembre : le brésilien Rivaldo reçoit le Ballon d'or France football 1999.
- 24 décembre : le footballeur néerlandais Clarence Seedorf quitte le Real Madrid et rejoint le club italien de l'Inter Milan. Le transfert est estimé à 24 millions d'euros.

## Naissances
Plus d'informations : Liste d'acteurs du football nés en 1999.
- 1er janvier : Gianluca Scamacca, footballeur italien.
- 4 janvier : Daniel Arzani, footballeur australien.
- 9 janvier : Gedson Fernandes, footballeur portugais.
- 10 janvier : Mason Mount, footballeur anglais.
- 14 janvier : Declan Rice, footballeur irlandais.
- 23 janvier : Alban Lafont, footballeur français.
- 2 février : Edmond Tapsoba, footballeur burkinabé.
- 11 février : Andriy Lunin, footballeur ukrainien.
- 25 février : Gianluigi Donnarumma, footballeur italien.
- 7 mars : Ronald Araújo, footballeur uruguayen.
- 18 mars : Diogo Dalot, footballeur portugais.
- 30 mars : Jota, footballeur portugais.
- 13 avril : Alessandro Bastoni, footballeur italien.
- 14 avril : Mattéo Guendouzi, footballeur franco-marocain.
- 19 avril : Michael Johnston, footballeur irlandais.
- 5 mai : Justin Kluivert, footballeur néerlandais.
- 19 mai : Andrea Pinamonti, footballeur italien.
- 22 mai : Samuel Chukwueze, footballeur nigérian.
- 25 mai : Ibrahima Konaté, footballeur français.
- 27 mai : Matheus Cunha, footballeur brésilien.
- 3 juin : Dan-Axel Zagadou, footballeur français.
- 10 juin : Rafael Leão, footballeur portugais.
- 11 juin : Kai Havertz, footballeur allemand.
- 24 juin : Darwin Núñez, footballeur uruguayen.
- 2 juillet : Nicolò Zaniolo, footballeur italien.
- 7 juillet : Moussa Diaby, footballeur français.
- 12 août : Matthijs de Ligt, footballeur néerlandais.
- 21 septembre : Alexander Isak, footballeur suédois.
- 23 septembre : Hicham Boudaoui, footballeur algérien.
- 10 novembre : João Félix, footballeur portugais.
- 23 novembre : Boubacar Kamara, footballeur français.
- 25 novembre : Moussa Sylla, footballeur français.
- 8 décembre : Reece James, footballeur anglais.
- 10 décembre : Reiss Nelson, footballeur anglais.
- 29 décembre : Francisco Trincão, footballeur portugais.

## Principaux décès
Plus d'informations : Liste d'acteurs du football morts en 1999.
- 14 janvier : décès à 92 ans de Sarkis Garabedian, joueur puis entraîneur français[1].
- 26 janvier : Claude Bez, dirigeant français, 58 ans.
- 1 février : décès à 79 ans d'Alfonso Aparicio, international espagnol ayant remporté 4 championnat d'Espagne devenu entraîneur.
- 3 février : décès à 33 ans de Luc Borrelli, joueur français[2].
- 26 février : décès à 87 ans d'Annibale Frossi, international italien ayant remporté la médaille d'or aux Jeux olympiques 1936 et 2 championnat d'Italie.
- 1er mars : décès à 86 ans de Jozo Matošić, international yougoslave devenu entraîneur ayant remporté le Championnat de  Yougoslavie en 1952.
- 13 mars : décès à 85 ans de Ramón Lecuona, joueur espagnol ayant remporté la Coupe d'Espagne 1940.
- 27 mars : décès à 62 ans de Nahum Stelmach, international israëlien ayant remporté 6 Championnat d'Israël et la Coupe d'Israël 1957 devenu entraîneur. Il fut également sélectionneur de son pays.
- 29 mars : décès à 83 ans de Gyula Zsengellér, international hongrois ayant remporté 4 Championnat de Hongrie puis comme entraîneur le Championnat de Chypre 1954 et la Coupe de Chypre 1976.
- 30 mars : décès à 69 ans d'Igor Netto, joueur international soviétique ayant remporté la médaille d'or aux Jeux Olympiques 1956, le Championnat d'Europe 1960, 5 Championnat d'URSS et 4 Coupe d'URSS devenu entraîneur. Il fut également sélectionneur de l'Iran.
- 22 avril : décès à 86 ans de Roger Rio, international français ayant remporté le Championnat de France en 1945[3].
- 28 avril : décès à 79 ans de Sir Alfred Ramsey, international anglais ayant remporté le Championnat d'Angleterre 1951 puis comme entraîneur le Championnat d'Angleterre 1962. Il fut également sélectionneur de son pays remportant la Coupe du monde 1966.
- 28 mai : décès à 81 ans de Henry Carlsson, international suédois ayant la médaille d'or aux Jeux olympiques d'été de 1948 et 2 Championnat d'Espagne.
- 9 juin : décès à 79 ans de Patricio Eguidazu, joueur espagnol.
- 17 juin : décès à 87 ans de Camille Malvy, joueur français[4].
- 3 juillet : décès à 90 ans de Francesc Bussot, joueur espagnol ayant remporté le Championnat d'Espagne en 1929.
- 8 juillet : décès à 53 ans de Jacques Marie, joueur français[5].
- 20 juillet : décès à 67 ans d'Abderrahmane Boubekeur, international algérien denevu entraîneur[6].
- 21 juillet : décès à 70 ans de Chérif Bouchache, international algérien.
- 18 août : décès à 81 ans d'Alfred Bickel, international suisse ayant remporté 7 Championnat de Suisse et 9 Coupe de suisse devenu entraîneur.
- 21 août : décès à 90 ans d'Ievgueni Ieliseïev, joueur soviétique ayant remporté 3 Championnat d'Union soviétique et la Coupe d'Union soviétique 1937 devenu entraîneur.
- 24 août : décès à 82 ans de Georges Boulogne, joueur français, entraîneur et sélectionneur de son pays[7].
- 24 août : décès à 59 ans d'Eduardo Endériz, joueur hispano-uruguayen ayant remporté la Coupe des villes de foires en 1964 et 3 Coupe d'Espagne.
- 24 août : décès à 84 ans de Benito García, joueur espagnol ayant remporté le Championnat d'Espagne en 1945 et la Coupe d'Espagne en 1942.
- 3 septembre : décès à 88 ans de Franz Pleyer, joueur puis entraîneur autrichien naturalisé français[8].
- 9 septembre : décès à 80 ans d'Arie de Vroet, international néerlandais ayant remporté le Championnat des Pays-Bas en 1941 devenu entraîneur.
- 26 septembre : décès à 82 ans de Joseph Plesiak, joueur français ayant remporté la Coupe de France 1941 devenu entraîneur[9].
- 18 octobre : décès à 68 ans de Joseph Piatek, joueur français[10].
- 24 octobre : décès à 33 ans de Christophe Niesser, joueur français[11].
- 12 novembre : décès à 75 ans de Sven Hjertsson, international suédois ayant remporté la médaille de bronze aux Jeux olympiques 1952, 5 Championnat de Suède et 5 Coupe de Suède.
- 15 novembre : décès à 85 ans de Lucien Jasseron, international français ayant remporté la Coupe de France en 1945 puis comme entraîneur 2 Coupe de France[12].
- 22 novembre : décès à 93 ans de Flávio Costa, joueur puis entraîneur brésilien. Il fut également sélectionneur de son pays avec qui il remporta la Copa América 1949.

## Liens
- RSSSF : Tous les résultats du monde
- RSSSF : Site Officiel du Commanditaire